# Tauraco bannermani
Il turaco di Bannerman (Tauraco bannermani Bates, 1923) è un uccello della famiglia Musophagidae.

## Sistematica
Tauraco bannermani non ha sottospecie, è monotipico.

## Distribuzione e habitat
Questo uccello vive unicamente nell'Altopiano di Bamenda, nel Camerun occidentale, anche se di recente è stato avvistato vicino al Monte Mbam, a Fossimondi e a Fomenji nel sud-ovest.